# NGC 212
NGC 212 је елиптична галаксија у сазвежђу Феникс која се налази на NGC листи објеката дубоког неба.
Деклинација објекта је - 56° 9' 9" а ректасцензија 0h 40m 13,4s. Привидна величина (магнитуда) објекта NGC 212 износи 13,4 а фотографска магнитуда 14,4. NGC 212 је још познат и под ознакама ESO 150-18, AM 0038-562, PGC 2417.